# Promachus (chi ruồi)
This page refers to the chi robber flies; for the Greek name Promachus, see Promachus.
Promachus là một chi ruồi trong họ Asilidae, phân họ Asilinae.

## Các loài
- P. rufipes Fabricius, 1775
- P. vertebratus Say, 1823
- P. yesonicus Bigot, 1887